# لويس مولوي
لويس مولوي (بالإنجليزية: Louis Molloy)‏ هو فنان بريطاني، ولد في 1963 في المملكة المتحدة.

## وصلات خارجية
- لويس مولوي على موقع IMDb (الإنجليزية)